# Agenția Națională pentru Politici și Coordonare în Domeniul Drogurilor și al Adicțiilor
Agenția Națională pentru Politici și Coordonare în Domeniul Drogurilor și al Adicțiilor (acronim ANPCDA) este o instituție publică centrală din România, înființată în anul 2024 prin Ordonanța de Urgență a Guvernului nr. 147/2024. Agenția funcționează sub autoritatea Cancelariei Prim-Ministrului și are ca principal obiectiv coordonarea la nivel național a politicilor și programelor în domeniul drogurilor și altor forme de adicții. Agenția a fost creată prin reorganizarea fostei Agenția Națională Antidrog (ANA), extinzându-și atribuțiile și sfera de competență pentru a răspunde mai eficient noilor provocări sociale, medicale și de securitate generate de consumul de droguri, substanțe psihoactive și alte tipuri de dependențe.

## Atribuții
Agenția Națională pentru Politici și Coordonare în Domeniul Drogurilor și al Adicțiilor are responsabilitatea de a elabora și propune Guvernului Strategia Națională Antidrog și planurile de acțiune aferente, coordonând implementarea acestora la nivel național și local. Agenția monitorizează și evaluează activitățile instituțiilor implicate, colectează și analizează date privind consumul de droguri, și reprezintă România în rețelele europene relevante, precum Reitox. De asemenea, dezvoltă programe de prevenire, tratament și reintegrare socială pentru persoanele afectate de adicții.

## Organizare și structură
Agenția Națională pentru Politici și Coordonare în Domeniul Drogurilor și al Adicțiilor (ANPCDA) funcționează ca instituție publică cu personalitate juridică, aflată în subordinea Cancelariei Prim-Ministrului. Activitatea acesteia este coordonată de un președinte, cu rang de secretar de stat, sprijinit de un vicepreședinte, având rang de subsecretar de stat. Agenția include direcții specializate în prevenire, evaluare, coordonare, cercetare și colaborare internațională, precum și centre regionale și județene pentru implementarea politicilor antidrog la nivel local. Structura sa este menită să asigure o abordare integrată și coordonată, în colaborare cu ministere, autorități locale și organizații non-guvernamentale.